# Jean-Baptiste Pigalle
Pour les articles homonymes, voir Pigalle.
Jean-Baptiste Pigalle, né le 26 janvier 1714 à Paris et mort le 22 août 1785 à Paris, est un sculpteur français.

## Biographie

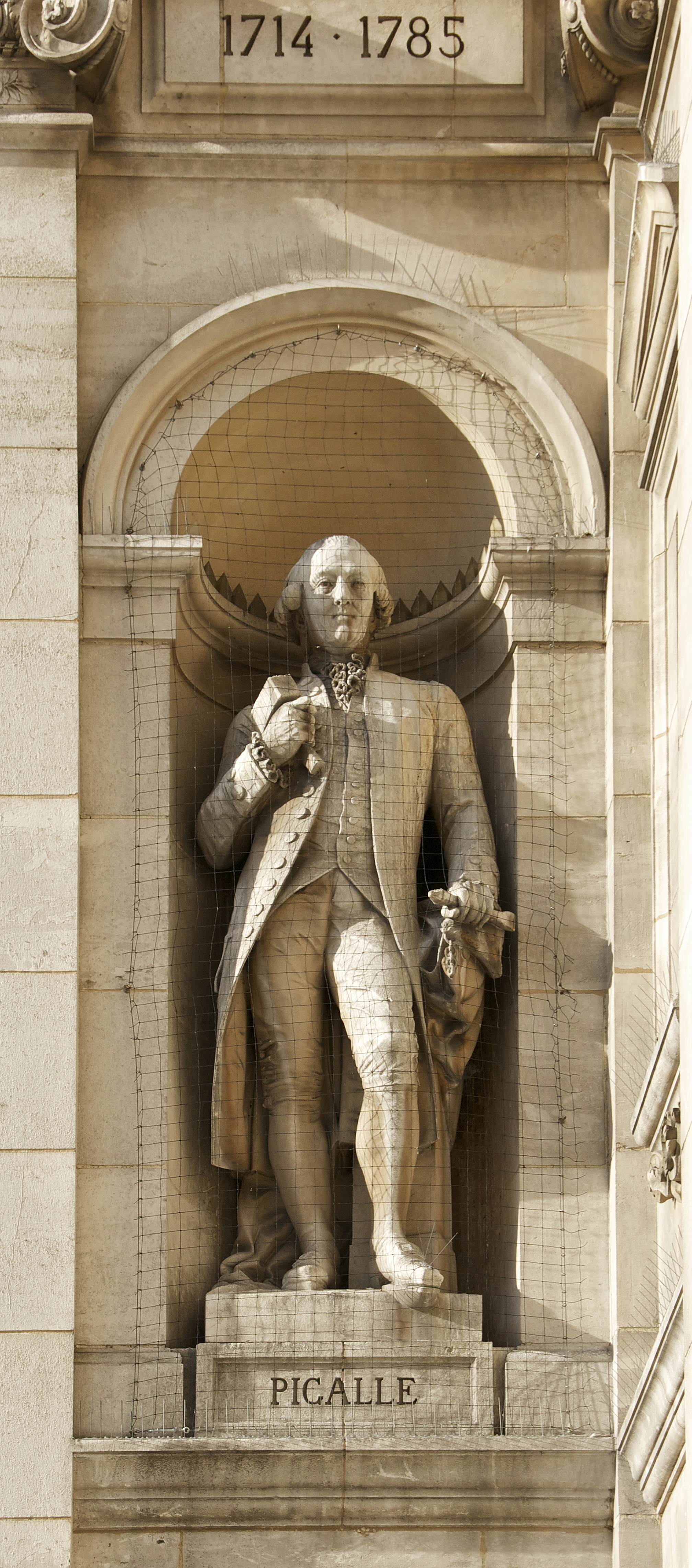
Pierre Loison, Statue de Jean-Baptiste Pigalle, façade de l'hôtel de ville de Paris.

Issu d'une famille d'ébénistes, Jean-Baptiste Pigalle apprend la sculpture auprès de Robert Le Lorrain puis de Jean-Baptiste Lemoyne. Sa demande d'admission à l'école des Beaux-arts est rejetée. Il subit surtout l'influence de Bouchardon.
Ayant échoué au prix de Rome, il se rend en Italie en 1734 dans le but d'apprendre de nouvelles techniques. Grâce au soutien financier de Guillaume II Coustou, il peut y rester jusqu'en 1739.
À Paris, il habitait dans une maison construite par son père en 1715 au no 42 de la rue Meslay, rue dans laquelle il collaborait avec Christophe-Gabriel Allegrain qui y avait son atelier. Grâce au succès de Mercure attachant sa talonnière qu'il sculpta en 1740, il entre à l'École des Beaux-Arts et devient académicien en 1744.
Considéré comme un maître par ses contemporains, son œuvre est à la charnière des courants baroque et néo-classique. Pigalle était un artiste bien connu dans les milieux de la noblesse, où il était très prisé. Devant le succès qu'il remporte, Madame de Pompadour, véritable mécène de l'art, le place en 1750 sous sa tutelle. Sa renommée est telle qu'il reçoit ensuite des commandes des plus hauts personnages, même du Roi. 
Il sculpte aussi le corps de grands intellectuels comme Voltaire ou Diderot, dont il serait, d'après une lettre de celui-ci à sa femme, fin octobre 1773, le parrain de la petite-fille.
Il avait une belle collection de peintures, dont au moins six tableaux de Chardin.
Mort en 1785, il est inhumé à Paris au cimetière du Calvaire. Il a épouse sa nièce Marie-Marguerite Victoire Pigalle (1751-1806), il devient donc à la fois l'oncle et le beau frère du peintre Jean-Pierre Pigalle. Le sculpteur Paul Dubois (1829-1905) est son petit-neveu.

## Œuvres dans les collections publiques
En Allemagne
- Berlin, Bode-Museum: Vénus, 1748, statue en marbre blanc.

En France
- Chaumot, château de Chaumot, chapelle Marie-Madeleine : Christ en ivoire, trois pieds de haut, fixé sur son piédestal par trois vis d'or, commandé en 1771 par le prince Xavier de Saxe. Œuvre disparue.
- Lyon, église Saint-Bruno-lès-Chartreux de Lyon : quatre évangélistes inspirés de Jules Romain (1739)
- Orléans, musée des beaux-arts :
  - Le Nègre Paul, vers 1760, buste en terre cuite. Il s'agit du serviteur de Thomas Aignan Desfriches à Orléans chez qui résidait Pigalle ;
  - Thomas Aignan Desfriches, vers 1760, buste en terre cuite.
- Paris
  - cathédrale Notre-Dame : Tombeau d'Henri Claude, comte d'Harcourt, 1769-1776. Le comte, fils cadet de Henry d'Harcourt, dont le corps décharné est rendu avec grand réalisme, appelle sa femme afin qu'elle le rejoigne dans la tombe. Cette allégorie symbolise la fidélité conjugale.
  - église Saint-Sulpice :
    - Vierge à l'Enfant, 1774, statue en marbre ;
    - deux Bénitiers, marbre.

  - église Saint-Eustache, abside : Vierge à l'Enfant, 1748, statue en marbre.
  - musée Jacquemart-André : Tireuse d'épine.
  - musée du Louvre :
    - Mercure rattachant ses talonnières, 1744, statue plus petite que nature en marbre. Cette sculpture valut à Pigalle son admission à l'Académie des beaux-arts[3] ;
    - Mercure rattachant ses talonnières, 1753, statue en plomb[4] ;
    - L'Amour embrassant l'Amitié, 1758, groupe en marbre. Exécuté pour Madame de Pompadour[5] ;
    - Madame de Pompadour en Amitié, 1753, statue grandeur nature en marbre[6] ;
    - Voltaire nu, 1776, statue grandeur nature en marbre. En 1770, Jean-Baptiste Pigalle est chargé par un groupe d'écrivains (Diderot, d'Alembert, Helvétius, Raynal, Marmontel, Grimm, Morellet, etc.) rassemblés chez Mme Necker, d'exécuter une statue de Voltaire, le patriarche de la république des Lettres. Après s'être rendu à Ferney pour modeler le visage du philosophe, le sculpteur conçut cette œuvre spectaculaire qui fit scandale. Longtemps possession de l'Institut de France elle a été échangée en 1962 contre le tombeau de Mazarin, une œuvre de Antoine Coysevox qui avait été déplacée pendant la révolution ;
    - Portrait de Diderot, 1777, buste en bronze, 41 × 34 × 25 cm. Ce buste, sculpté ad vivum, porte au revers l'inscription suivante : « En 1777. Diderot par Pigalle, son compère, tous deux âgés de 63 ans ». L'œuvre sera acquise par des descendants de l'écrivain[7].
    - Autoportrait, vers 1777, buste en terre cuite[8] ;
    - Fillette à l'oiseau et à la pomme, 1784, groupe en marbre ;
    - L'Enfant à la cage, Salon de 1750, groupe en marbre[9] ;
    - Portrait de Georges-Martin Guérin, chirurgien-major des Camps et Armées du roi, des « Mousquetaires noirs » et de l'hôpital de la Charité (1710-1791), vers 1770-1780, buste en bronze[10] ;
    - Portrait de Jean-Nicolas Moreau, buste en terre cuite[11] ;
    - Maquette du mausolée du maréchal de Saxe, entre 1771 et 1776, esquisse en cire peinte et bois[12] ;
    - Louis XV en empereur romain, modèle de 1770 d'après Jean-Baptiste Pigalle, statuette, biscuit en porcelaine tendre, Manufacture royale de porcelaine de Sèvres[13].
- Reims : 
  - musée des beaux-arts :
    - Citoyen, bronze ;
    - Portrait de l'avocat Simon-Nicolas-Henri Linguet (1736-1794).

  - place Royale de Reims : Monument à Louis XV, 1765, statue en marbre. La statue détruite en 1792, fut ensuite remplacée par une réplique de Pierre Cartellier alors que les figures de chaque côté sont d'origine. Modèle en plâtre patiné, musée des beaux-arts de Reims montre que les différences principales sont l'orientation de la tête et le drapé du manteau, sur le dos ou sur le devant.
- Strasbourg, église protestante Saint-Thomas : Mausolée du maréchal de Saxe, 1753-1765. Ce monument, fidèle à la tradition baroque, est conçu comme une véritable mise en scène théâtrale. Le dynamisme de l'ensemble est rendu par les attitudes des personnages aux visages pathétiques et par le jeu des drapés. Seule la figure de Maurice de Saxe équilibre la composition. Debout, au centre de la scène, le maréchal semble échapper à toute cette agitation douloureuse dont il est la cause.
- Versailles, châteaux de Versailles et de Trianon : Portrait de Mademoiselle d'Harcourt, 1751-1754, buste en terre cuite.

## Élèves
- Fedot Choubine (1740-1805)
- Nicolas-François Dupré (1739-1787)
- Jean Guillaume Moitte (1746-1810)
- Louis-Philippe Mouchy (1734-1801)

Œuvres de Jean-Baptiste Pigalle
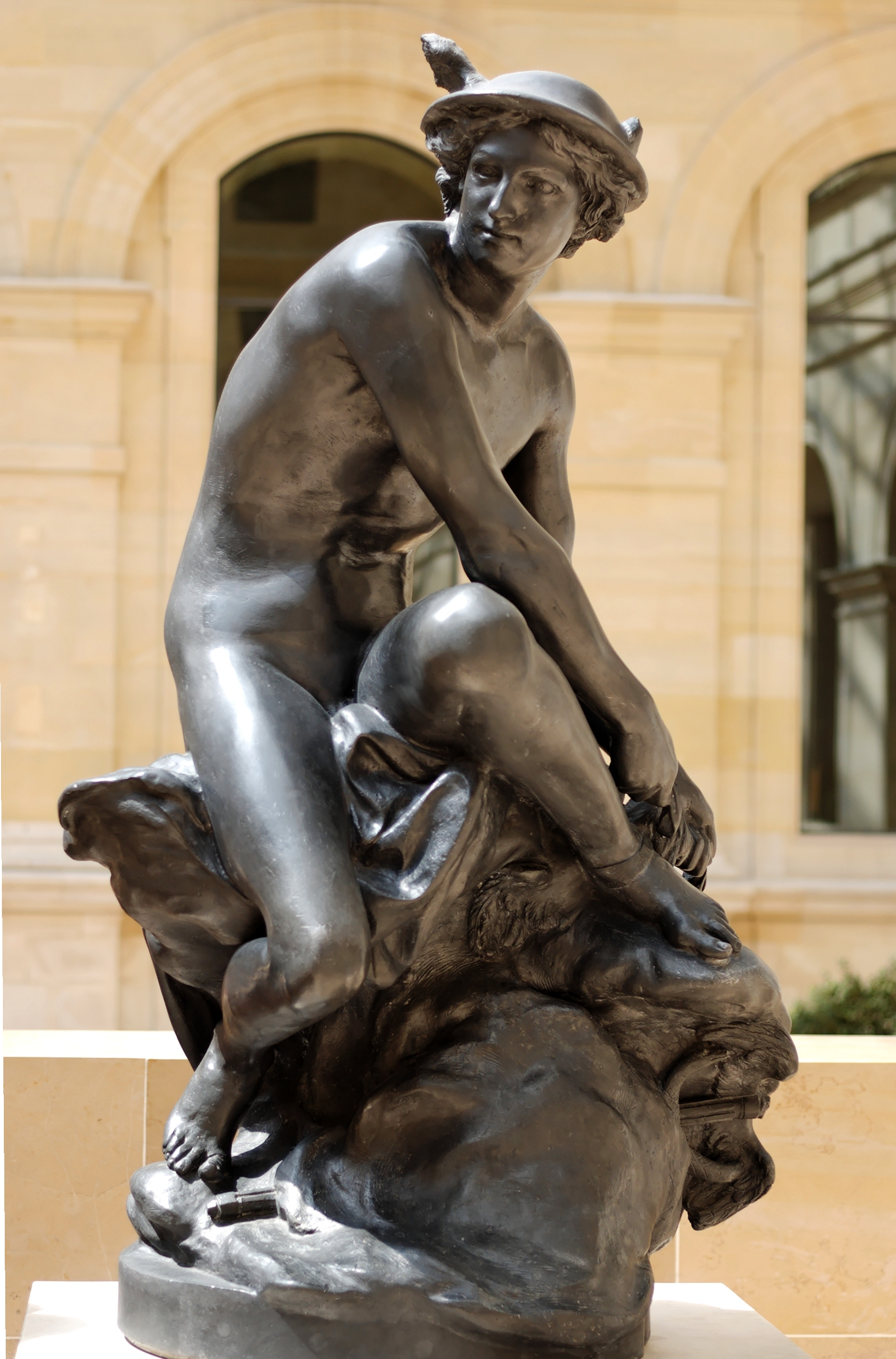
Mercure attachant sa talonnière, Paris, musée du Louvre.
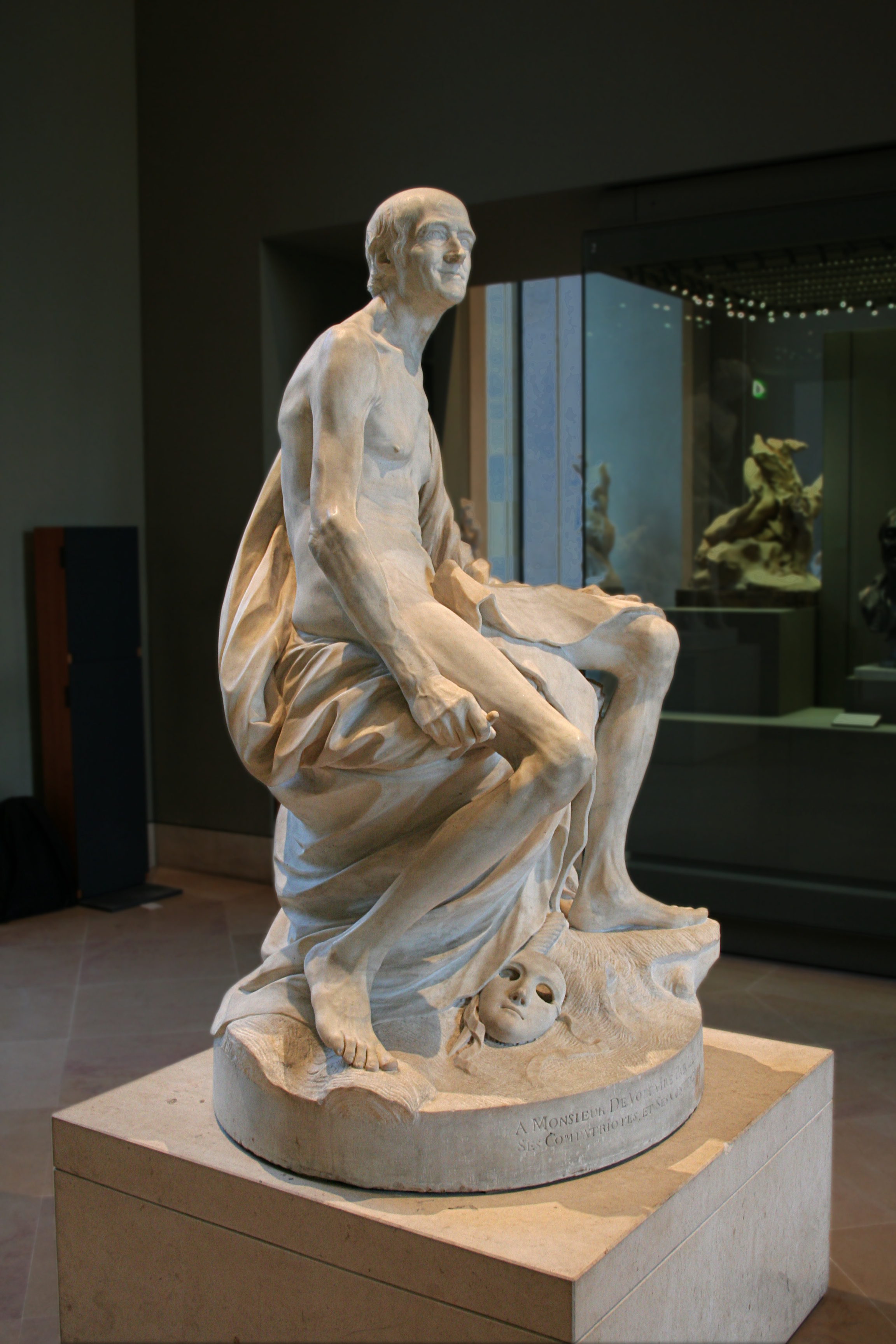
Voltaire nu, Paris, musée du Louvre.
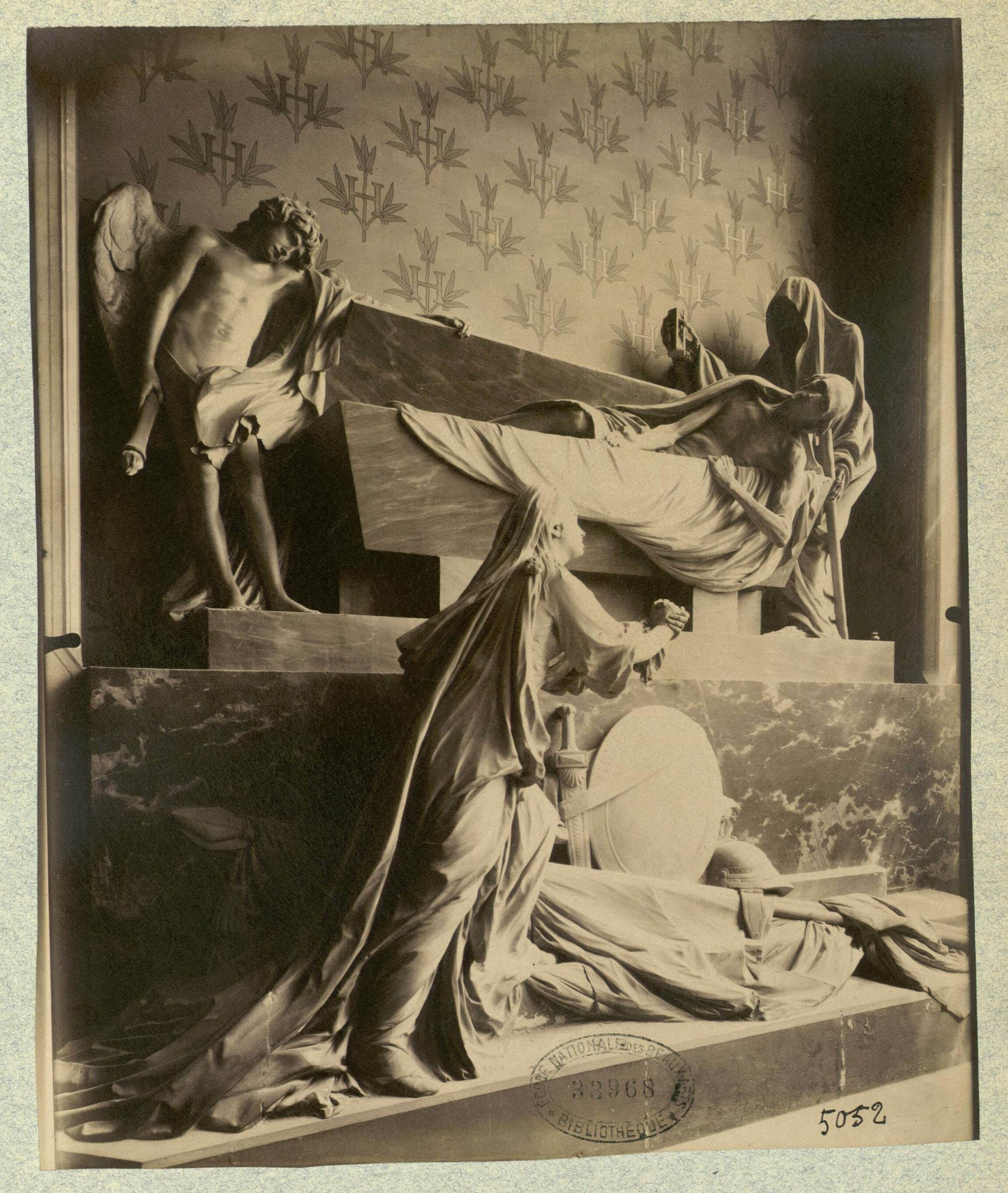
Mausolée d'Henri d'Harcourt, cathédrale Notre-Dame de Paris, chapelle Saint Guillaume.
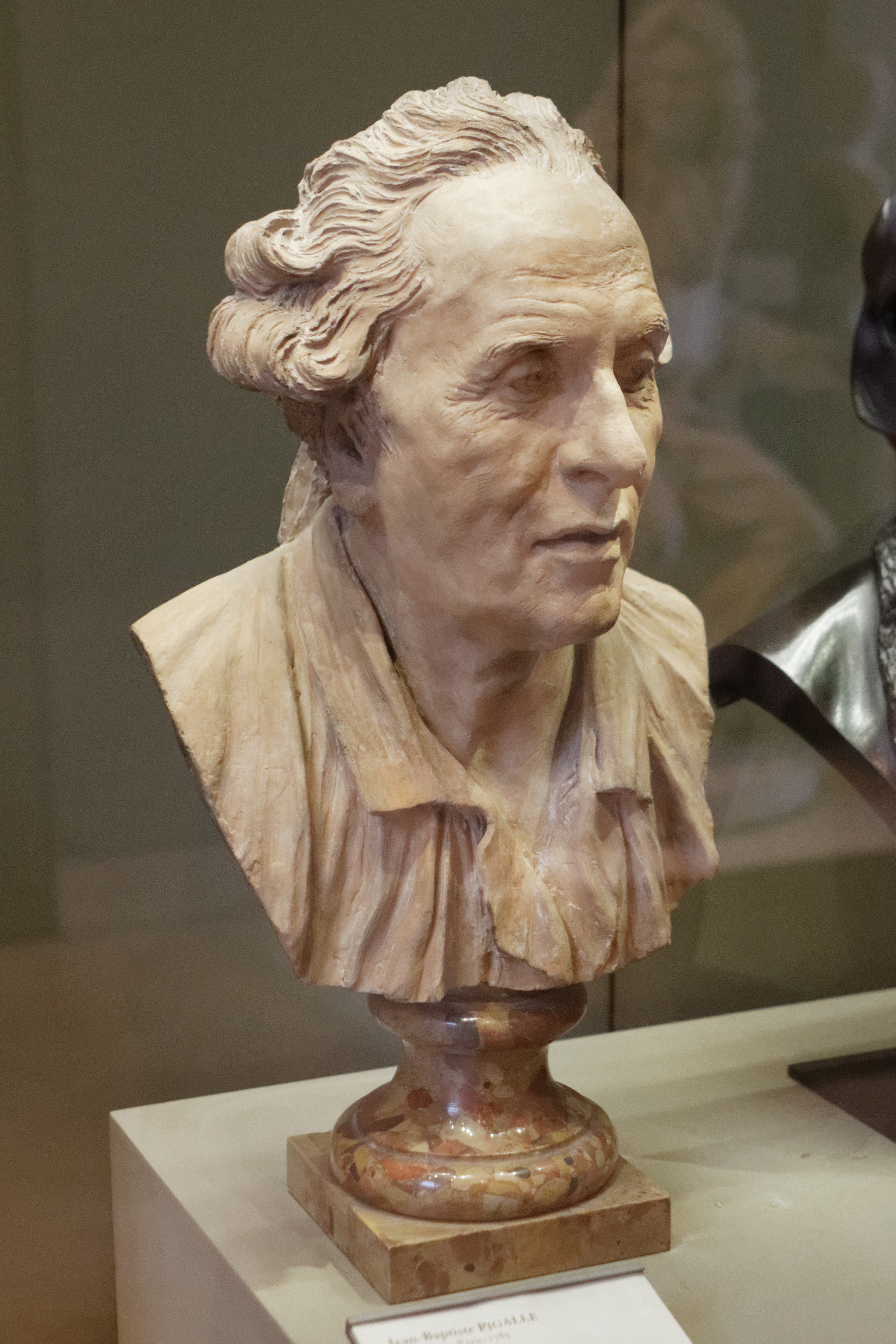
Autoportrait, Paris, musée du Louvre.
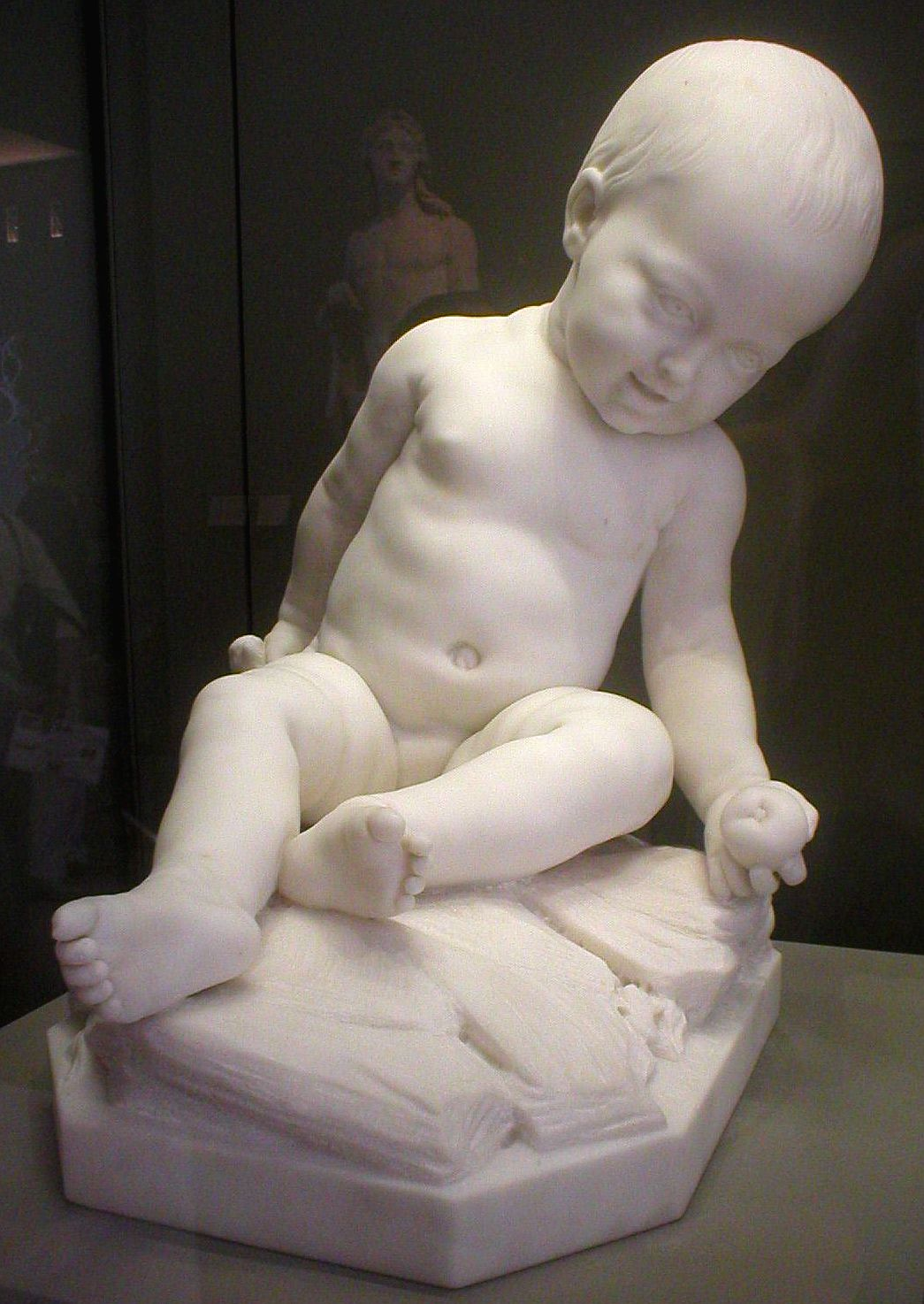
Fillette à l'oiseau et à la pomme, Paris, musée du Louvre.
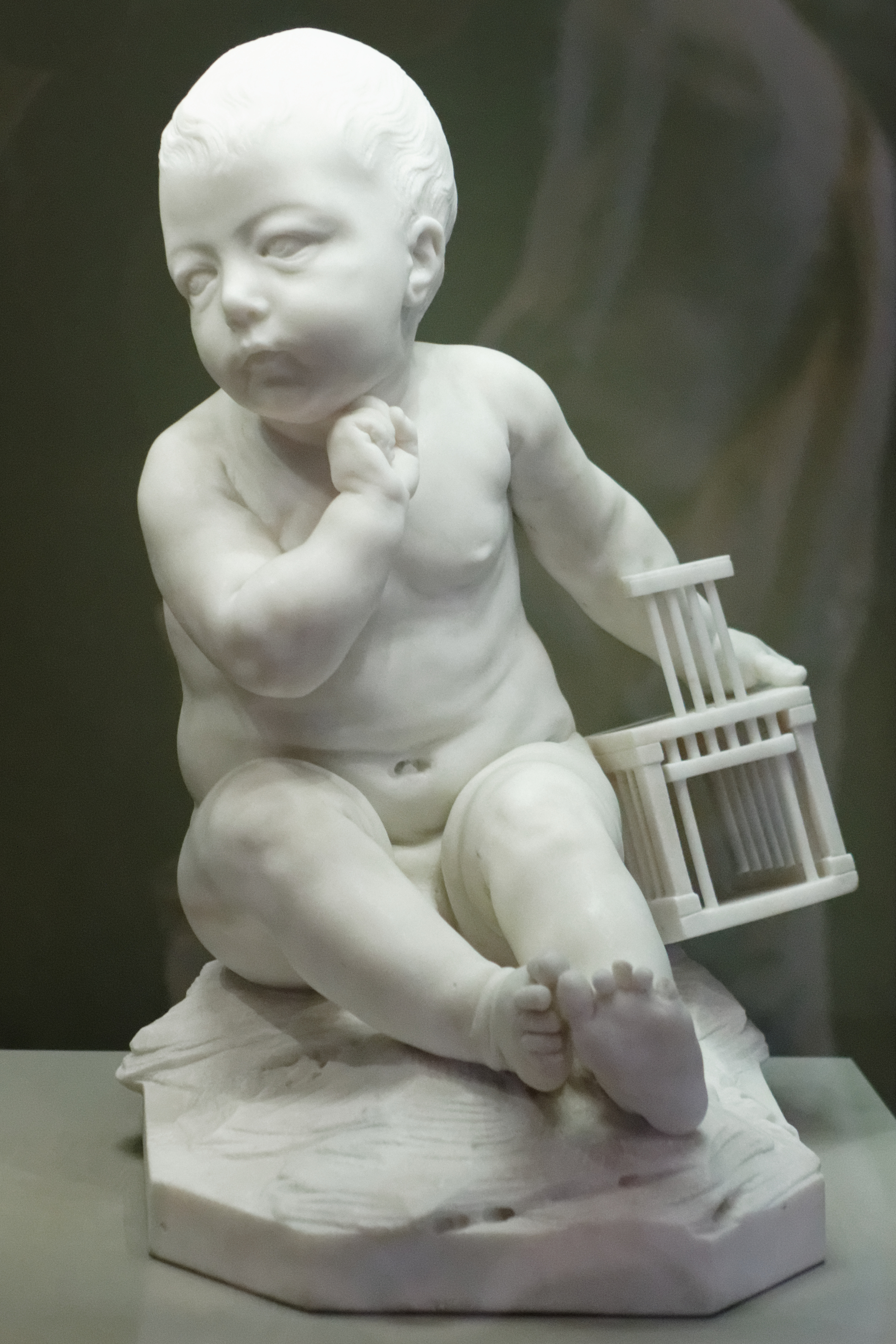
L'enfant à la cage, 1749.
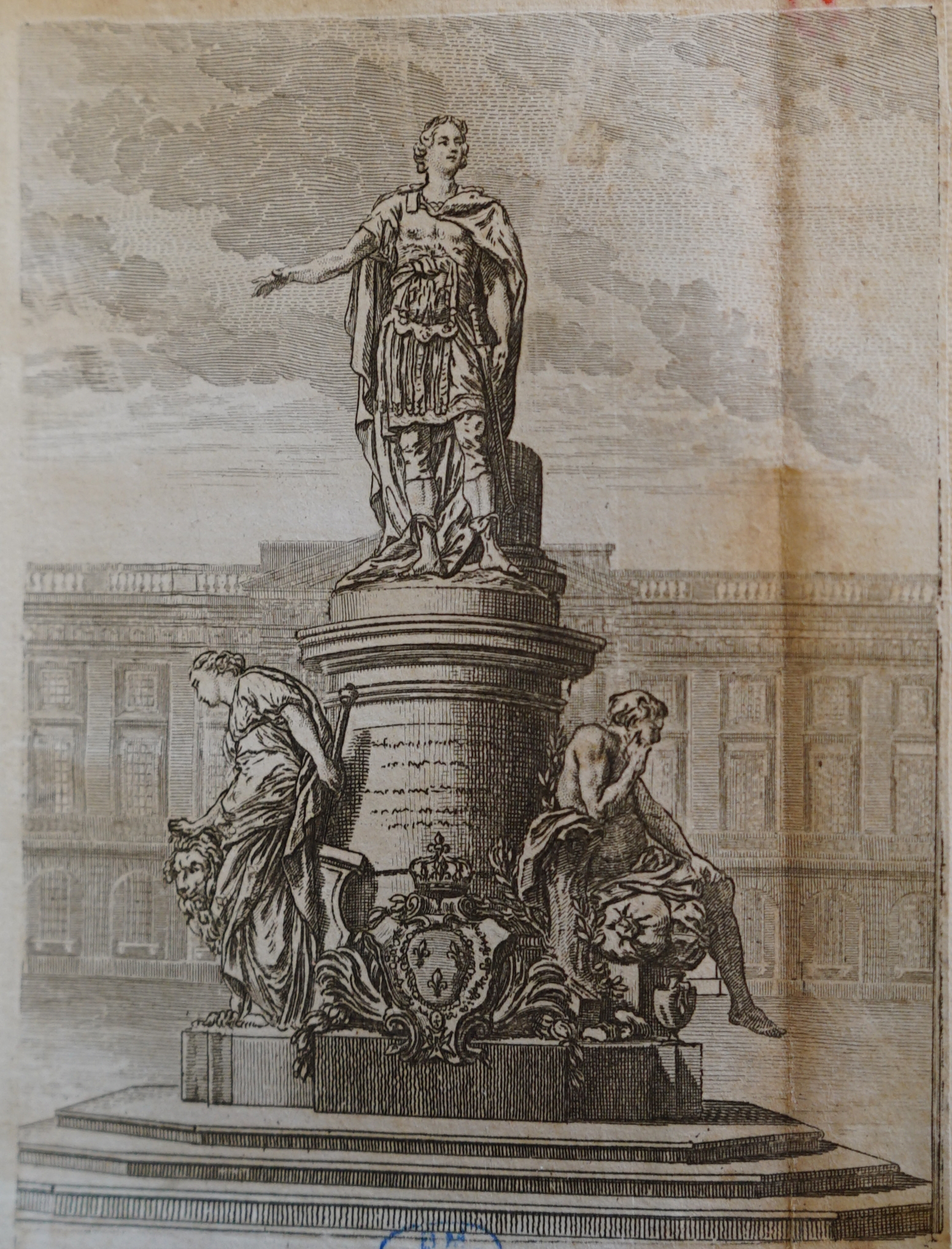
Gravure d'après le Monument à Louis XV à Reims, détruit en 1792.
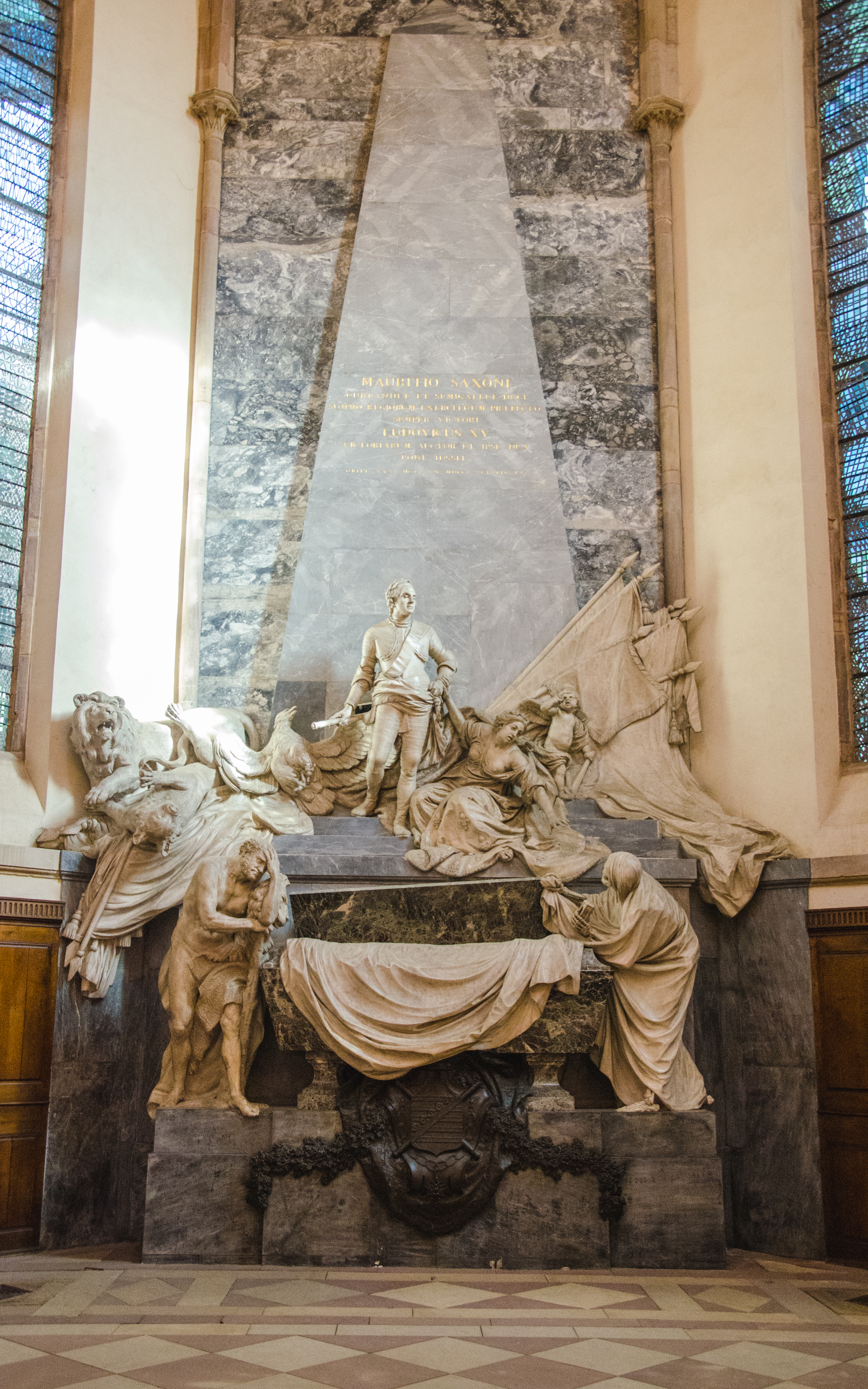
Mausolée du maréchal de Saxe (1753-1765), Strasbourg, église protestante Saint-Thomas.
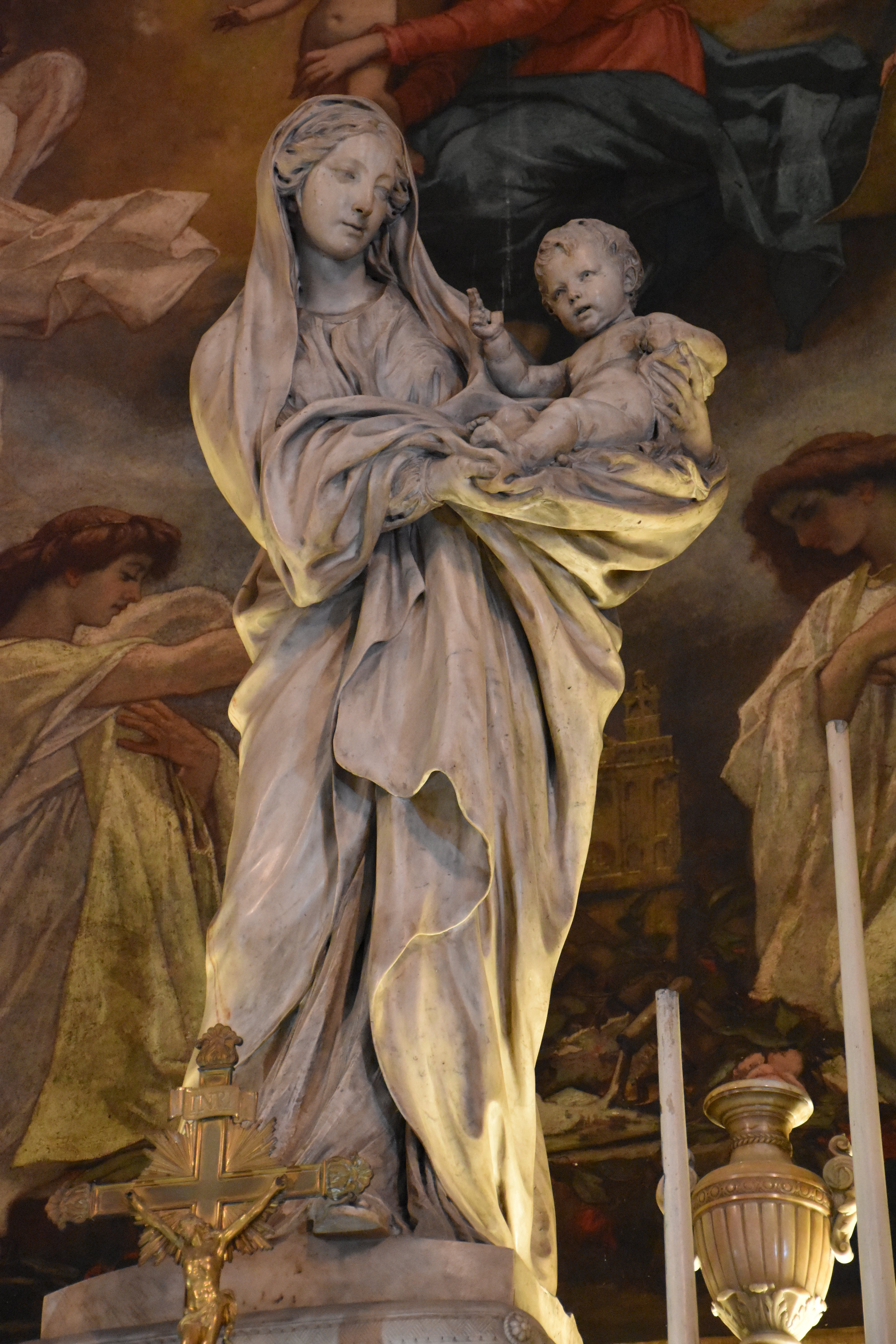
Vierge à l’Enfant (1748), Église Saint-Eustache de Paris

## Hommages
En 1803, son nom est donné à une rue de Paris où il avait son atelier, puis à la place au bout de cette rue, et de là au quartier mondialement connu de Pigalle (ainsi qu'une station de métro).
Une rue de Gray, menant au Musée Baron-Martin, porte son nom.
En 1976, un cratère de la planète Mercure est nommé Pigalle en son honneur.